# Senda B
Senda B es una localidad boliviana perteneciente al municipio de Chimoré, ubicada en la provincia de Carrasco del departamento de Cochabamba. En cuanto a distancia, Senda B se encuentra a 199 km de la ciudad de Cochabamba, la capital departamental, a 11 km de Senda F, a 4 km de Senda D y a 5 km de Chimoré.
Según el último censo de 2012 realizado por el Instituto Nacional de Estadística de Bolivia (INE), la localidad cuenta con una población de 1999 habitantes y está situada a 250 metros sobre el nivel del mar.

## Demografía

### Población de  Senda B
| Año  | Población | Fuente                  |
| ---- | --------- | ----------------------- |
| 1992 | 975       | Censo boliviano de 1992 |
| 2001 | 1395      | Censo boliviano de 2001 |
| 2012 | 1999      | Censo boliviano de 2012 |